# Geheimagent in Wildwest
Geheimagent in Wildwest (Originaltitel: Dakota Lil) ist ein US-amerikanischer Western aus dem Jahr 1950 von Lesley Selander mit George Montgomery, Rod Cameron und Marie Windsor in den Hauptrollen. Der Film wurde von 20th Century Fox in Zusammenarbeit mit Alson Productions, Inc. produziert.

## Handlung
1899 wird der Secret-Service-Agent Tom Horn beauftragt, eine Bande von Räubern, angeführt von Harve Logan, aufzuspüren. Bei ihrem letzten Raubzug erbeutete die Bande noch nicht signierte druckfrische Banknoten. Um die Banknoten in Umlauf zu bringen, ist Logan auf die Hilfe eines Fälschers angewiesen. Horns Vorgesetzter schlägt vor, dass Horn die Fälscherin Dakota Lil aufsuchen und sich ihrer Hilfe versichern soll.
Unter dem Decknamen Steve Garrett spürt Horn Lil in der mexikanischen Grenzstadt Matamoros auf, wo sie als Sängerin arbeitet. Er arrangiert Lils Ausweisung, vor der er sie und ihren Pianisten Vincent durch Flucht rettet. Zurück in Texas will Horn mit den beiden nach Wind River, wo die geraubten Banknoten vermutet werden. Doch Lil und Vincent können sich von Horn trennen und in Wind River in Logans Spielhalle arbeiten. Horn ist Lil gefolgt und kann sie zur Zusammenarbeit überzeugen. Tom nimmt eine Stelle als Croupier in Logans Spielhalle an und findet heraus, dass sein Kollege Carter sein Kontaktmann ist. Lil wird derweil von Logan zu den Banknoten geführt, die sie mit der Unterschrift des US-Präsidenten versehen soll. Sie verlangt 50 % vom Gewinn.
Während Logans Männer einen weiteren Raubzug unternehmen, erreichen Horn und Carter das Versteck. Sie nehmen Dummy fest, der das Versteck bewachen soll. Horn fesselt Dummy mit Handschellen an sich und reitet zur Stadt. Unterwegs wird Carter von der Bande gefangen genommen und Dummy getötet. Horn, der den Schlüssel der Handschellen verloren hat, muss sich mit einer Säge befreien. Logan wird klar, dass Carter ein Agent ist. Als Dummys Leiche mit dem Rest der Handschellen gefunden wird, ist Logan sicher, dass sich ein weiterer Agent unter seinen Männern befindet.
Lil findet heraus, dass Horn für den Secret Service arbeitet. Sie will Logan informieren, wird jedoch Zeugin, wie Logan Carter erwürgt. Horn enthüllt ihr nun seine wahre Identität und seinen Auftrag. Für ihre Hilfe, Logan und seine Bande zu fassen, stellt er Lil eine kürzere Haft in Aussicht. Lil, mittlerweile in Horn verliebt, willigt ein. Am nächsten Morgen beginnt Lil damit, im Versteck eine Graviermaschine aufzustellen. Logan hat herausgefunden, dass Lil mit Horn gemeinsame Sache macht und will sie erwürgen. Lil kann sich seiner erwehren und ihn anschießen. Sie reitet davon, wird aber von Logan verfolgt. Horn kommt ihnen entgegen und tötet Logan mit einem Messerwurf. Die Bande wird festgenommen, und Horn und Lil freuen sich auf eine gemeinsame Zukunft.

## Produktion

### Hintergrund
Gedreht wurde der Film vom 12. August bis zum 1. September 1949 in Bridgeport sowie in den Republic-Studios in North Hollywood.

### Stab
Gordon Wiles war der Szenenbildner, Norma Koch die Kostümbildnerin.

### Besetzung
Marie Windsors Singstimme stammte von Anita Ellis.

## Synchronisation
| Rolle                  | Darsteller        | Synchronsprecher |
| ---------------------- | ----------------- | ---------------- |
| Tom Horn/Steve Garrett | George Montgomery | Hans Nielsen     |
| Harve Logan/Kid Curry  | Rod Cameron       | Carl Raddatz     |
| Dakota Lil             | Marie Windsor     | Marianne Kehlau  |
| Vincent                | John Emery        | Friedrich Joloff |
| Carter                 | Wallace Ford      | Clemens Hasse    |
| Dummy                  | Jack Lambert      | Harald Juhnke    |
| Butch Cassidy          | Walter Sande      | Erich Dunskus    |
| Polizei-Captain        | Alberto Morin     | Erich Poremski   |

## Veröffentlichung
Die Premiere des Films fand am 17. Februar 1950 in Los Angeles statt. In der Bundesrepublik Deutschland kam er am 27. August 1953 in die Kinos, in Österreich im April 1954.

## Kritiken
Das Lexikon des internationalen Films schrieb: „Schmalspurwestern unter dem Durchschnitt.“